# Jennet Conant
Jennet Conant (15 juillet 1959 à Séoul, Corée du Sud) est une écrivain et journaliste américaine. Elle rédige des livres sur la Seconde Guerre mondiale.

## Biographie
Jennet Conant est née à Séoul en Corée du Sud et élevée en Asie et aux États-Unis. Elle a obtenu un Bachelor of Arts (suma cum laude) en théorie politique du Bryn Mawr College en 1982 et une mineure en philosophie de l'Haverford College. Elle a complété un mastère en journalisme à l'université Columbia en 1983. Par la suite, elle a obtenu une bourse d'études John J. McCloy Fellowship pour étudier la politique en Allemagne.
Conant travaille ensuite pour le magazine Newsweek pendant sept ans, tout en rédigeant des notices biographiques pour le magazine Rolling Stone, le magazine Spy et le journal The New York Times. De plus, elle est un contributing editor pour Esquire, GQ et Vanity Fair. Après avoir quitté son poste à ce dernier magazine, elle rédige son premier livre, Tuxedo Park (voir infra). Sa notice biographique de James Dewey Watson, l'un des découvreurs de la double hélice de l'ADN, est apparue dans The Best American Science & Nature Writing 2004.
Conant a reçu des éloges pour ses ouvrages. Par exemple, Kirkus Reviews critique le livre Tuxedo Park ainsi : « Remarquable et remarquablement bien raconté, comme si F. Scott Fitzgerald avait écrit Batman. » Jonathan Yardley, du Washington Post, écrit à propos du livre The Irregulars : « Comme dans son premier et excellent  Tuxedo Park, dans The Irregulars, elle dépoussière l'histoire et met en lumière un important personnage, aujourd'hui méconnu, qui a compté avant et pendant la guerre. »
En 2013, elle demeure à New York et à Sag Harbor, un village de l'État de New York. Elle est mariée au journaliste Steve Kroft (en) et ils ont un fils. Elle est la petite-fille de James Bryant Conant, un chimiste renommé pour son rôle dans le Projet Manhattan et président de l'université Harvard.

## Publications
- (en) Jennet Conant, Tuxedo Park : A Wall Street Tycoon and the Secret Palace of Science that Changed the Course of World War II, Simon & Schuster, 2002, 352 p. (ISBN 978-0-684-87288-9, lire en ligne) En partie basé sur le rôle de sa famille pendant la Seconde Guerre mondiale, l'ouvrage explore le rôle peu médiatisé du financier new-yorkais Alfred Lee Loomis (en) dans la mise au point du radar et de la bombe atomique.

- (en) Jennet Conant, 109 East Palace : Robert Oppenheimer and the Secret City of Los Alamos, Simon & Schuster, 2005, 425 p. (ISBN 978-0-7432-5008-5, présentation en ligne) Un compte rendu de la conception et la fabrication des premières bombes atomiques. L'ouvrage contient des témoignages de James Bryant Conant, le grand-père de Jennet, l'un des responsables du Projet Manhattan[4].

- (en) Jennet Conant, The Irregulars : Roald Dahl and the British Spy Ring in Wartime Washington, Simon & Schuster, 2008, 416 p. (ISBN 978-0-7432-9459-1 et 0-7432-9459-9, lire en ligne) L'ouvrage est un compte rendu des activités du British Security Coordination (BSC) qui a eu recours à des espions usant de leur prestige, tels que Roald Dahl, Ian Fleming, David Ogilvy et William Stephenson, chef du BSC, pour recueillir des informations sur les programmes militaires américains pendant et après la Seconde Guerre mondiale.

- (en) Jennet Conant, A Covert Affair : Julia Child and Paul Child in the OSS, Simon & Schuster, 2011, 416 p. (ISBN 978-1-4391-6352-8) Sur la vie de Julia Child et Paul Cushing Child (en) en tant que membres de l’Office of Strategic Services (OSS) en Extrême-Orient pendant la Seconde Guerre mondiale et plus tard lorsqu'ils sont victimes du maccarthysme dans les années 1950[5].

### Citations originales
1. ↑  (en) « Remarkable and remarkably told, as if F. Scott Fitzgerald had penned Batman. »
2. ↑  (en) « As was true of her excellent first book, Tuxedo Park, in The Irregulars she removes the dust of history from a forgotten but important figure to be reckoned with before and during the war. »